# Сербсько-косовська криза (2022)
Сербсько-косовська криза  (серб. Српско-косовска криза, алб. Kriza serbo-kosovare) — загострення ситуації між Сербією та Косовом, формально через закінчення 1 серпня 2022 року 11-річного терміну дії документів на автомобілі.

## Передісторія

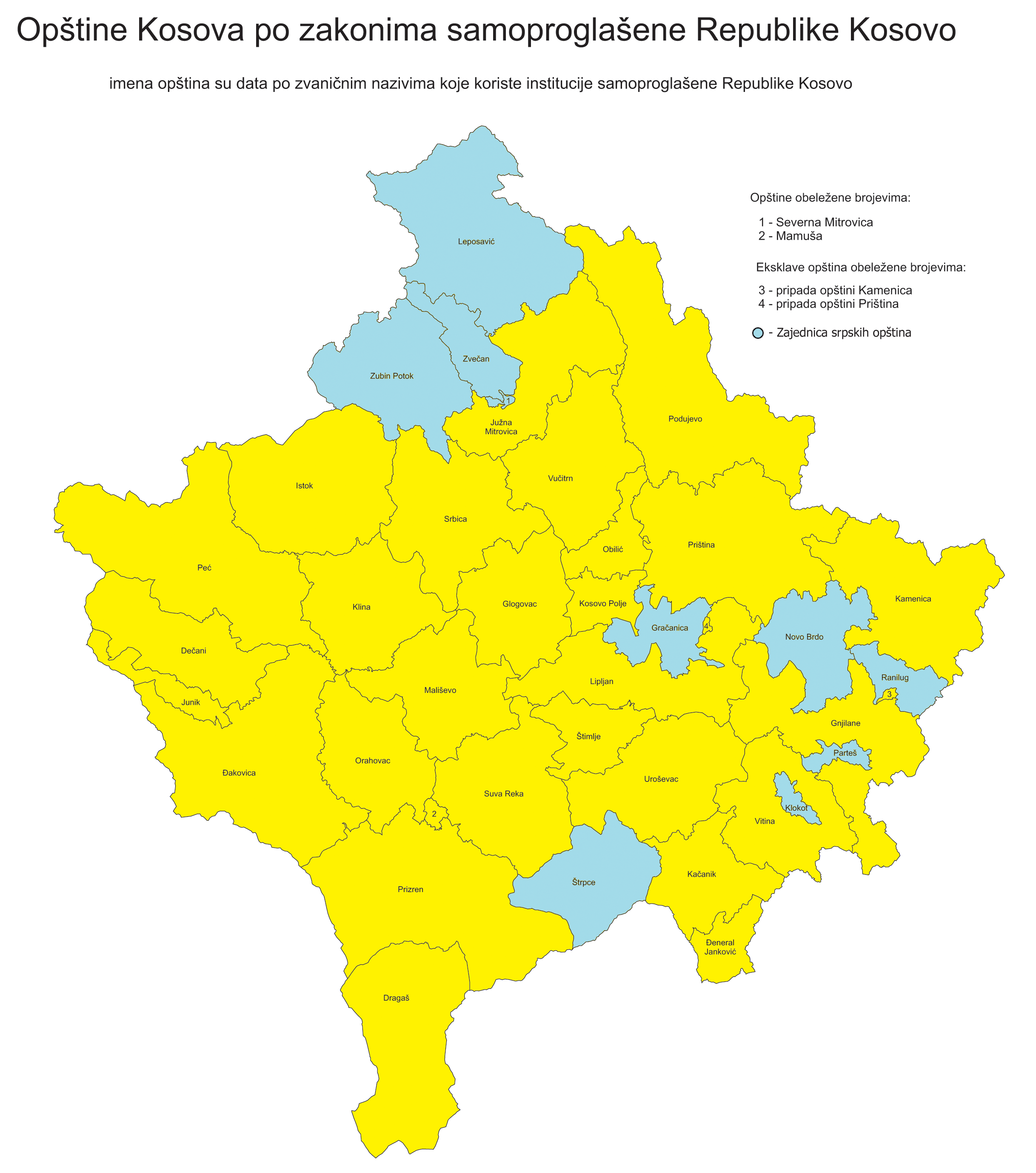
Сербські анклави в Косові (позначено темнішим кольором)

Після другої світової війни Косово отримало статус автономії під назвою Косово і Метохія у складі Сербії, що входила до Союзної Федеративної Республіки Югославія. На той час албанці становили 68,5 % населення, а серби — 23,6 %. Поступово співвідношення росло на користь албанців і в 1981 вони складали 77,4 %, а серби — 13,2 %. Це стало однією з причин, чому нова сербська влада на чолі зі Слободаном Мілошевичем обмежила автономію Косова у 1989 році. Невдовзі в Югославії почалася війна, оскільки центральна влада не хотіла визнавати проголошення незалежності Хорватії та Словенії. 22 вересня 1991 року Косово також проголосило незалежність, яку визнала тільки Албанія, втім контроль Сербії над краєм зберігався. В 1998 році почалася війна між армією Югославії (де переважали серби) та албанською Армією визволення Косова. Війна закінчилася після втручання сил НАТО та бомбардування Югославії. Було підписано Кумановську угоду, яка закріплювала відносини між Югославією на Міжнародними силами з підтримки миру в Косові. Відтоді Сербія фактично втратила контроль над краєм. В 2008 році Косово в одностроронньому порядку проголосило незалежність, яку станом на 2020 рік визнала 101 країна з 193 країн-членів ООН (зокрема більшість членів ЄС та НАТО), але не Сербія.
Хоча більшість населення Косова — албанці, втім 4-7 % становлять серби. Вони живуть компактно у кількох анклавах із сербською більшістю, найбільший із них — Північне Косово, що межує із Сербією. У 2011 році між Сербією та Косовом було укладено Брюссельську угоду, яка серед іншого передбачала використання мешканцями північного Косова нейтральних документів та номерних знаків найдовше до 1 серпня 2022 року. Після цього громадяни Сербії, які в'їжджають на територію республіки, отримають тимчасові косовські документи про переїзд через кордон, а сербські будуть недійсні.
Сербія не визнає незалежність Косова і не вважає за можливе для Косова встановлювати правила щодо реєстрації автомобілів. У Європейському Союзі майже всі країни визнають Косово і більше сотні країн — членів ООН, а Росія та Китай Косово не визнають. Прем'єр-міністр Косова Альбін Курті заявив, що республіка подасть заявку на членство в Європейському Союзі до кінця 2022.

## Хід подій
31 липня армію Сербії було приведено в стан підвищеної бойової готовності, а населення Північного Косова почало будувати барикади. Сили Косова під керівництвом НАТО направили війська для патрулювання вулиць. У той самий час спецпризначенці Косова закрили кордон. Глава сербського МЗС Нікола Селакович заявив, що Косово «буквально готує пекло найближчими днями» для сербів, які проживають у Косові. Член Сербської прогресивної партії Володимир Джуканович заявив, що потрібно «денацифікувати Балкан». За даними сербської газети «Данас» північ від частково визнаної Республіки Косово включилися сирени повітряної тривоги (у населених пунктах: Косовська Митровиця, Зубін-Потік, Метохія).
Міністерство оборони Сербії заявило: 
«У зв'язку з великою кількістю дезінформації, яку в ефір навмисно вкидає адміністрація в Пріштіні і яка поширюється через неправдиві акаунти в соціальних мережах та окремі сайти, де зазначено, що нібито відбулися якісь сутички армії Сербії та так званої косовської. поліції, Міністерство оборони повідомляє, що армія Сербії не перетинала адміністративну лінію і аж ніяк не входила на територію Косова та Метохії». Президент Сербії Александар Вучич зазначив, що його країна «ніколи не була в складнішій і складнішій ситуації [щодо Косова], ніж сьогодні».
За попередніми даними, біля сербського міста Нові-Пазар були постріли з автоматичної зброї. Сербія заявила про першого пораненого на КПП Яринья, але Косово цю інформацію заперечує.
Міністерство закордонних справ України заявило, що не рекомендує громадянам України відвідувати Сербію.
1 серпня після переговорів з представниками США та ЄС влади Косова тимчасово відклали заборону на серерет на серерт.